# Kevin Cloud
Kevin Cloud (1965) è un designer e artista statunitense, che si occupa di videogiochi.
Ha cominciato la sua carriera lavorando alla Softdisk; nel 1992 è stato ingaggiato da id Software come artista secondario al fianco di Adrian Carmack. Attualmente Cloud è l'artista principale di id Software, oltre uno dei comproprietari della stessa azienda.